# Charles Hoskinson
Charles Hoskinson est un entrepreneur en technologie basé au Colorado. Il a étudié la théorie analytique des nombres à la Metropolitan State University de Denver et à l'université du Colorado de Boulder avant de se lancer dans la cryptographie. Il est un des cinq cofondateurs de Ethereum aux côtés de Vitalik Buterin.
Ses projets se concentrent sur l'éducation autour de la cryptomonnaie, la démocratisation de la décentralisation et la facilitation de l'utilisation des outils cryptographiques pour le grand public. Il dirige notamment la recherche, la conception et le développement de la blockchain Cardano.